# Gladiator (banda)
Gladiator é uma banda da Eslováquia criada em 1988 em Alekšince, um município próximo a cidade de Nitra. A banda começou como uma banda de Thrash Metal/Death Metal de 1988 a 1993, lançando uma Demo chamada "Predohra smrti" em 1990 e dois álbuns: "Designation", em 1991 (pela gravadora independente Zeras) e "Made of Pain", em 1993 (Pela gravadora Škvrna Records). Apesar do bom sucesso da banda, os integrantes decidem tomar outro rumo, devido a popularização do Grunge. A banda decide mudar seu estilo, de Thrash Metal/Death Metal para um som mais influenciado por Grunge/Hard Rock a partir do álbum "Third Eye", lançado em 1994 novamente pela gravadora Škvrna Records. A banda ainda está na ativa, mas sem lançar nenhum álbum no estilo Thrash Metal/Death Metal.

## Integrantes
Atuais
- Miko Hladký - Guitarra base, Vocal
- Maroš Hladký - Guitarra Solo
- Livo - Baixo
- Georgio Babulic - Bateria
- Peter Slamecka - Teclados

Anteriores
- Dušan Hladký - Baixo
- Rastislav Toman - Guitarra

## Discografia

### Demos
- Predohra smrti (1990, lançado pela própria banda)

### Álbuns de estúdio
- Designation (1991, Zeras)
- Made of Pain (1993, Škvrna)
- Third Eye (1994, Škvrna)
- Dogstime (1996, BMG Ariola)
- Legal Drug (1997, BMG Ariola)
- Viem, Kde Boh Spí (Tradução: I Know Where God Sleeps) (1999, BMG Ariola)
- Babylon Hotel (2000, BMG Ariola)
- Črepy (Tradução: Shatters) (2002, Universal)
- Cesta Do Neba (Tradução: The Way to Heaven) (2004, Universal)
- Mesto (Tradução: City) (2006, Sony/BMG)
- ...Ako Predtým (Tradução: ...As Before) (2007, Sony/BMG)
- Hlavu Maj Hore (Tradução: Have a Cheer Up) (2009, Sony/BMG)

### Álbuns ao vivo
- Live (2008, Sony/BMG)

### Coletâneas
- Single 1994 - 2002 (2002, Universal)